# 大杉村 (青森県)
大杉村（おおすぎむら）は、かつて青森県にあった村。

## 沿革
- 1889年（明治22年）4月1日 - 町村制施行により南津軽郡大釈迦村、杉沢村、徳才子村、高屋敷村、長沼村が合併し、大杉村が発足。
- 1954年（昭和29年）12月15日 - 南津軽郡浪岡町、女鹿沢村、野沢村、五郷村と合併し浪岡町となる。

## 村長
- 工藤善太郎：1919年 - 1922年
- 工藤善吾郎：1930年 -、1951年 -

## 施設等
- 国鉄奥羽本線大釈迦駅
- 大釈迦郵便局
- 大杉中学校
- 大栄小学校
- 杉沢小学校